# جناح كوكس
جناح كوكس (بالإنجليزية: Cox Pavilion)‏ هي ساحة داخلية متعددة الأغراض تبلغ مساحتها 78,300-قدم-مربع (7,270 م2) في حرم جامعة نيفادا، لاس فيغاس، وهي متصلة بمركز توماس أند ماك.